# Salir do Porto
Salir do Porto is een plaats (freguesia) in de Portugese gemeente Caldas da Rainha en telt 770 inwoners (2001).